# UTC+09:30
UTC+9:30 est un fuseau horaire, en avance de 9 heures et 30 minutes sur UTC.

## Zones concernées

### Toute l'année
UTC+09:30 est utilisé toute l'année dans les pays et territoires suivants :
- Australie :  Territoire du Nord.

### Heure d'hiver (hémisphère nord)
Aucune zone n'utilise UTC+09:30 pendant l'heure d'hiver (dans l'hémisphère nord) et UTC+10:30 à l'heure d'été. 

### Heure d'hiver (hémisphère sud)
Les zones suivantes utilisent UTC+09:30 pendant l'heure d'hiver (dans l'hémisphère sud) et UTC+10:30 à l'heure d'été : 
- Australie :
  -  Australie-Méridionale ;
  -  Nouvelle-Galles du Sud (uniquement la région de Broken Hill).

### Heure d'été (hémisphère nord)
Aucune zone n'utilise UTC+09:30 pendant l'heure d'été (dans l'hémisphère nord) et UTC+08:30 à l'heure d'hiver.

### Heure d'été (hémisphère sud)
Aucune zone n'utilise UTC+09:30 pendant l'heure d'été (dans l'hémisphère sud) et UTC+08:30 à l'heure d'hiver.

## Géographie
UTC+9:30 fait partie des régions du monde où l'heure légale ne correspond pas à un décalage entier par rapport à UTC.
Le fuseau horaire correspond à la partie centrale de l'Australie. Il y est appelé Australian Central Standard Time (heure standard d'Australie centrale, abrégé en ACST).

## Historique
Initialement placée à UTC+9 en 1884, elle fut déplacée au fuseau horaire actuel en 1898 ; ce changement a été sujet à critiques et des propositions pour refaire passer l'Australie-Méridionale à UTC+9 ou UTC+10 ont été tentées en 1986 et 1994, mais ont échoué.
Le Territoire du Nord a conservé le fuseau horaire de l'Australie-Méridionale lors de sa séparation en 1911. Broken Hill, une ville minière isolée de Nouvelle-Galles du Sud, a adopté UTC+9:30 à cause de sa proximité avec l'Australie-Méridionale.